# 朝鮮人民軍

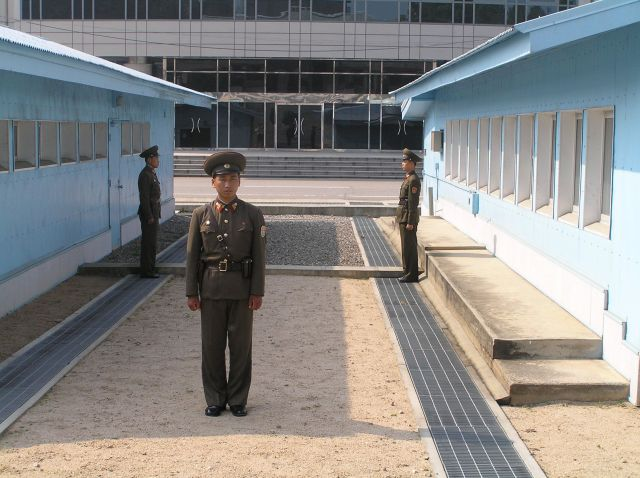
軍事境界線で警備に当たる朝鮮人民軍兵士

朝鮮人民軍（ちょうせんじんみんぐん、朝鮮語: 조선인민군）は、朝鮮民主主義人民共和国（北朝鮮）の軍隊である。

## 概要
朝鮮人民軍（以下人民軍）は、朝鮮人民の完全な開放、朝鮮半島の統一、国家の人民の安全、社会主義建設、海外勢力の支援の5つの役割を持つ軍隊である。人民軍は陸軍、海軍、空軍、戦略軍、特殊作戦軍の5つを擁している。
日本のメディアからは北朝鮮軍とも呼ばれている。韓国では北韓軍（プッカングン、韓国語: 북한군）と呼ばれる。また、かつては北傀軍（プッケグン、북괴군）という表現もあった。

## 歴史

### 創設

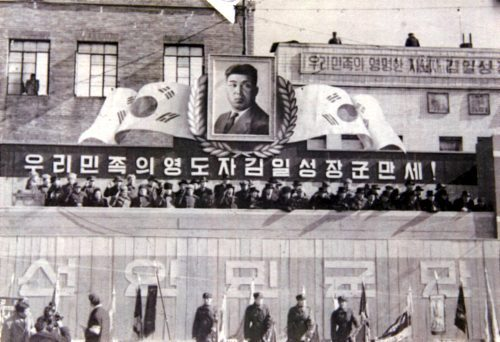
朝鮮人民軍創設記念式典（1948年2月）。金日成の肖像画と太極旗が掲げられている。

朝鮮人民軍の創設は1948年2月8日でこの日は「朝鮮人民軍創建日」（2・8節）とされている。北朝鮮では「建軍節」とも呼ばれ祝日の一つに指定している。もともと北朝鮮では軍創建記念日を正規軍創設の1948年2月8日としていたが、1978年以降は金日成が1932年に満州において朝鮮人民革命軍（東北人民革命軍、東北抗日連軍）を組織した日とされる4月25日を「朝鮮人民革命軍創建日」とした。しかし、2018年1月22日、朝鮮労働党中央委員会政治局は2月8日を「朝鮮人民軍創建日」（2・8節）とすることに決定し、40年ぶりに元に戻された。
第二次世界大戦後、日本による統治が終わって朝鮮半島北半部（北緯38度線以北）にソ連軍が進駐するとともに、1945年10月保安隊、1946年1月鉄道保安隊などの保安組織が発足し、同時に中央保安幹部学校や平壌学院といった幹部教育機関も設けられ、建軍の準備が整えられた。
そして、1948年9月9日の朝鮮民主主義人民共和国建国に先立つ2月8日、朝鮮人民軍が創建されたのである。初代総司令官は崔庸健であり、北朝鮮人民委員会委員長（共和国建国後は首相）の地位にあった国家の最高指導者金日成とともに、人民軍の増強に邁進した。建軍間もない人民軍が急成長を果たしたことには、次のような背景があった。
当時の北朝鮮の体制内では、ソ連から帰国したソ連派、中華民国（同国内の中国共産党指揮下の朝鮮義勇軍）から帰国した延安派と呼ばれる幹部が大きな役割を担っていた。創建直後の人民軍でもそれは変わらず、軍事的な経験や知識を持った彼ら帰国者たちは軍団長や師団長などの高級幹部の地位を占めて、人民軍を質的に補完した。これは、幹部に旧日本軍出身者が多かった創建直後の韓国軍とは対照的といえる。
また、朝鮮系の将兵によって構成されていた中国人民解放軍第164師団と中国人民解放軍第166師団が、第二次国共内戦が終結した1949年に帰国してそれぞれ人民軍第5師団と第6師団に、さらに中国人民解放軍第165師団が1950年に帰国して人民軍第7師団に改編されたことなどにより、量的にも韓国軍に対して大きなアドバンテージを得ることができたのである。

### 朝鮮戦争

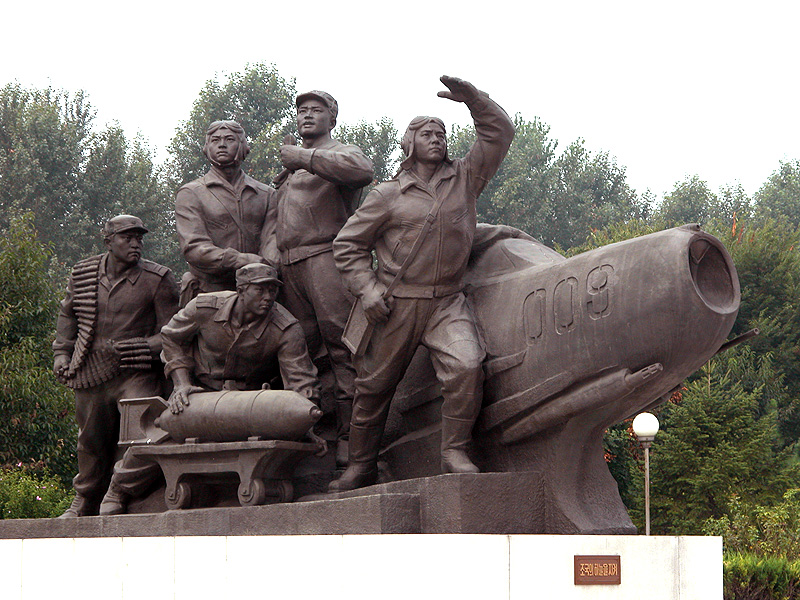
祖国解放戦争勝利記念館の記念碑

朝鮮人民軍の奇襲により1950年6月25日に勃発した朝鮮戦争（北朝鮮では「祖国解放戦争」と位置づけている）では、当初の朝鮮人民軍はソビエト連邦や中華人民共和国からの豊富な支援を受けて前述のように韓国軍を質量ともに圧倒しており、緒戦で韓国の首都ソウルを陥落させ、アメリカ軍やイギリス軍を始めとした国連軍の参戦後も大田の戦いなどで勝利を得て、国連軍を釜山円陣に追い詰めた。1950年7月4日に金日成（当時、首相）が朝鮮人民軍の最高司令官となった。
しかし、国連軍の仁川上陸作戦が成功したことにより戦局が一転すると、人民軍は敗走を重ねて多くの戦力を失い、一時は臨時首都の平壌を喪失するまでに追い詰められた。その後、中国人民志願軍の参戦により平壌を奪還してソウルも一時は再び陥落させたものの、1953年7月27日の休戦まで、人民軍は中朝連合司令部の朴一禹の指揮下にあり、金日成は戦争の中での主導的な役割を失った。
しかし、金日成はむしろこれによって北朝鮮内部における権力確立に専念することができた。当時の党内の有力派閥であり、パルチザン養成機関を掌握していた南労党派は、金日成によって朝鮮戦争の失敗の責任を転嫁されて粛清された。前述のソ連派・延安派なども最終的には1956年の8月宗派事件により壊滅し、人民軍からその影響は排除された。

### 1960年代から2010年代
1960年代初めから現在に至るまで50年以上の長きにわたり、北朝鮮当局は朝鮮戦争における軍事的な教訓に基づく国家戦略として「四大軍事路線」を堅持し、人民の暮らしよりも軍事が優先される「先軍政治」を標榜している。具体的な政策は、金日成が自ら教示した4つのキーワードである「全人民の武装化、全軍の幹部化、全軍の現代化、全国土の要塞化」に基づく。
第一に、「全人民の武装化」が追求されている。すなわち、徴兵制によって人民に長期間の兵役の義務を課し、除隊後も予備役として「地方軍」に所属させ、もしくは人民軍とほぼ同じ階級制度を導入する「労農赤衛隊」等の民間防衛組織に加入させる。これにより、人海戦術による朝鮮半島全域での全縦深同時突破を実現しうる約400万人の予備兵力を確保している。膨大な兵力数は大量破壊兵器と並んで、米韓軍による北進を防ぐ抑止力ともなっている。また、有事の際に人民軍の兵站輸送等に使役される鉄道員や一部の公務員たちの職階には、人民軍による指揮監督の円滑化のために人民軍とほぼ同じ階級制度を導入している。
第二に、朝鮮人民軍では、韓国に対する縦深攻撃を行う際に、部隊の多くが壊滅に追い込まれ将校と下士官が大量に死傷することは既に織り込み済みである。極限状態の中にあっても戦闘序列を守り、作戦を成功させるため、実際の戦闘中に階級が上位の者を失っても、その隷下にあって生き残った者が「主体思想」を信念として、直ちに階級が1ないし2階級上位にある者の職務を代行できるよう、「全軍の幹部化」を追求している。そのために自己犠牲と金日成一族への奉仕が至上の義務とさえており、生活総和という自己批判の強要や、日本帝国の植民地時代やアメリカ帝国主義への極端な憎しみに満ちた歴史教育、金日成一族への過剰な個人崇拝が日常的に行われており、カルト宗教のような体質を採用している。
第三に、「全軍の現代化」と称して、現代の戦略兵器である弾道ミサイルおよび核兵器の開発を行う。日本や韓国においては、平時から特殊部隊にアジトや資金の提供を行う協力者ネットワークである「土台人」「主体思想派」を確保し、特殊部隊による工作船運用やクラッキング等の諜報戦に、限りある資源の投資を集中している。
第四に、北朝鮮上空の制空権を敵に奪われることを想定し、あらかじめ重要施設や兵器工場の多くを内陸部の地下施設内に設け、空爆から防護するという「全国土の要塞化」を推進している。

### 2020年代
2022年ロシアのウクライナ侵攻では、北朝鮮はロシア側に与した。2024年には短距離弾道ミサイル（KN-23）をロシアに供与するとともに、人民軍の士官級、弾道ミサイルに関連した軍人も対ウクライナ戦線に送り始めた。
2024年10月以降開始したロシア（対ウクライナ軍戦闘地域）への派兵は、ウラジーミル・プーチン政権が抱える人的資源不足の状態と、国際社会による対北朝鮮制裁などの影響で不足した外貨を獲得したい金正恩政権の思惑が一致して実現したものと分析される。英国放送協会の報道によれば、派遣された部隊の多くは北朝鮮最精鋭の朝鮮人民軍第11軍団（いわゆる「暴風軍団」）の出身であり、同部隊は敵陣地への潜入、インフラストラクチャーの破壊、暗殺の訓練を受けているとされる。2024年11月4日、ウクライナ側は、ウクライナ軍が露西部クルスク州で北朝鮮兵に対して攻撃を加えたことを発表した。ロイターによれば、北朝鮮兵士はロシア第810独立親衛海軍歩兵旅団とともに戦い、多数の戦死者が生じたという。また、派兵開始1か月ですでに18人の兵士が脱走していることも報じられた。さらには、ロシア側は北朝鮮兵1人につき月額2,000ドル（約31万円）を支払っているものとみられているが、その大半は金正恩政権によって横領されており、兵士の手元には「ほとんど、あるいはまったく渡らない」事実も確認されている。

## 軍事戦略
朝鮮半島の統一について、人民軍は殲滅戦略（Strategy of Annihilation）を取っている。その軍事戦略アプローチとして彼らは配合戦、奇襲、速戦即決の3つを掲げている。この3つの軍事戦略アプローチは相互に助け合う関係にある。

## 兵力
北朝鮮は保有する兵力を公表したことはないが、英国シンクタンク・国防戦略研究所の年次報告書『ミリタリー・バランス』によると、陸軍102万人、海軍6万人、空軍11万人の合計120万人、また日本防衛省がまとめた『令和4年版防衛白書』では、総兵力は約128万人とされている。これは、対峙している韓国軍の兵力（56万人）と在韓米軍（3万）の合計よりも多い。北朝鮮の人口は約2578万人なので、国民の5%程度が軍役に就いていることになるが、そのために兵役期間が10年（2005年までは、13年だった）と極めて長く、元々GDPが1.2 - 2.4兆円で著しく低迷する北朝鮮経済に与える影響は極めて甚大である。なお、実際に戦闘に使える兵の数となると、20万から30万という説を唱える者もいる。
ただし、年間軍事予算6500億円のうち一部は北朝鮮の天然資源の売り上げ、韓国との開城工業団地、朝銀信用組合事件など外国から吸い上げた資金が充当されているとする推測もある。
12年制義務教育課程の最終段階となる高級中学校6年を修了する生徒は、卒業試験に代えて朝鮮人民軍への入隊を申し込む。このため建前上志願制となっているが、現実には入隊を申し込まなければ一族郎党諸共強制収容所に送られてしまうので、国民皆兵を前提とした徴兵制と言って差し支えない。
苦難の行軍と呼ばれる飢饉が始まった1994年に徴兵検査基準を変更し、「身長150cm以上、体重48kg以上」を「身長148cm以上、体重43kg以上」に引き下げ、さらに、苦難の行軍期に年少期を過ごした子供が、徴兵年令である17歳に達した2008年からは、その徴兵検査基準も撤廃され、健康であれば全ての若者を徴兵対象者にすると変更した。徴兵検査基準が変更されたのは若者の成長不足のためであり、大量の餓死者が発生した苦難の行軍により、著しく人口が減少し、兵士充足率が急減していることが分かる。CIAなど5つの情報機関が共同で作成し、国家情報会議のウェブサイトに掲載された「世界保健の戦略的示唆点」は、「北朝鮮では1990年代に広範囲に及ぶ飢餓が発生してから深刻な栄養不足状態が続いており、児童の半数以上が成長障害か低体重、青年層の3分の2に栄養失調や貧血がみられる」「2009年から2013年の潜在的徴集対象の17%から29%が知的能力に欠け軍生活不適格者となる」「北朝鮮の軍人らは自身に対する食糧配給がきちんと行われても栄養失調にあえぐ家族を心配するようになり、これが忠誠心の低下につながりかねない」と報告している。さらに甚大な食糧難だった1990年代の苦難の行軍の世代は、出生率が例年より3割も低く、この世代を招集する時期には兵力の減少が見込まれる。兵力の規模を維持するため、2015年には男性の兵役期間を11年に延長、これまで志願制であった女性にも7年の兵役義務を科す方針である。
他に予備役が470万人、労農赤衛軍（旧・労農赤衛隊）350万人、人民内務軍（旧・人民警備隊。保安部隊）が19万人もおり、事実上男性皆兵といっても差し支えない。しかし、正規軍も多くは日常的に農漁業などに従事しているため、訓練は行き届いているとは言えない。
約102万人という世界2位の地上軍歩兵兵力に関しては、国是として白頭血統の最高指導者が民族武力統一を決断した場合、一応国土完整を実施可能たらしめるのに必要な兵力を陸軍整備目標にしていると観測されている（イラクなどを見ても占領地域人口100人に対して1人の兵力が占領維持に必要な兵力所要であり、韓国軍と戦って半数損耗したとして残りの45万人で4500万韓国民を支配するには初期兵力としては90 - 100万は必要である）。尚、国是として統一作戦が一応「実施」可能な能力を軍隊の整備目標に掲げる事と、武力統一作戦を実際に「成功」させうる能力を保有する事とは別問題である。韓国軍においては、徴兵制に加えて予備役制度が充実しており、約380万人にのぼる韓国郷土予備軍の大規模兵力が控えていることも、考慮しなければならない。
国際機関推計によれば、核兵器6 - 7基を製造するのに十分なプルトニウムを保有。ミサイル搭載用の核弾頭を製造する技術を持っているかは不明である。各種ミサイルを少なくとも1000発保有。大陸間弾道弾のプロトタイプとなるテポドン2号やローンチ・ヴィークルの銀河2号と銀河3号の発射実験の後、2017年7月に初めて実戦配備に向けた大陸間弾道ミサイルの火星14の発射実験を成功させ、次いで米国全土を射程に収める火星15の発射実験に成功した。北朝鮮は2500 - 5000トンの化学兵器を保有していると思われる。生物兵器の開発計画もあるが、北朝鮮が研究開発段階を終えたかは不明。
米政府の分析によると、主力戦闘戦車3500両、軽戦車560両、装甲兵員輸送車2500両、牽引砲3500門、自走砲4400門、多連装ロケット砲2500門、迫撃砲7500門、対戦車ミサイル（数不明）、無反動砲1700門、高射砲1万1000門。海軍は潜水艦92隻、フリゲート艦3隻、コルベット艦6隻、ミサイル艇43隻、大型巡視艇158隻、高速魚雷艇103隻、哨戒艦艇334隻以上、輸送艦艇10隻、沿岸防衛ミサイル発射台2台、ホバークラフト130隻、掃海挺23隻、小型艇8隻、測量船4隻を保有。空軍は爆撃機推計80機、戦闘機と対地攻撃機541機、輸送機316機、輸送ヘリコプター588機、攻撃ヘリコプター24機、無人航空機少なくとも1機を保有。

## 指揮・統制
最高指導者の金正恩が、党では朝鮮労働党総書記と中央軍事委員会委員長、国では国務委員長、軍では共和国元帥の階級を持った武力最高司令官を兼職しており、全面的に朝鮮人民軍を司っている。
以前は国家機関の国防委員会が「国家主権の最高国防指導機関」「先軍革命路線を貫徹するための国の主要政策を立てる」「国家の全般的武力と国防建設事業を指導する」と憲法に明定されており、最高指導者が兼務する国防委員会第一委員長（旧国防委員長）が「国の政治・軍事・経済力の全般を建設、指揮する」「国家の最高指導者」として明定されており、先軍政治を掲げる金正日の執権時代には特に国防委員会が重用されていた。朝鮮民主主義人民共和国社会主義憲法第11条では「朝鮮民主主義人民共和国は、すべての活動を朝鮮労働党の指導のもとにおこなう」と規定されており、形式的には朝鮮労働党中央軍事委員会が朝鮮人民軍に対して統制をするのだが、金正日が最高指導者の地位にあった1997年時点では党中央軍事委員会は朝鮮人民軍内の党組織を指導する権限しかないとされていた。
そして国防委員会の傘下に人民武力部、人民保安部、国家安全保衛部があり、形式上はこの人民武力部が朝鮮人民軍を統轄した。ただし人民武力部の権限は軍事司法や軍事外交に限られ、実際は人民武力部の傘下機関のほうが強大な権限を有し、中でも軍部の思想統制や監視、人事査定を担う朝鮮人民軍総政治局が強大な権限を有し、総政治局長には人民武力部長より権力の核心に近い人物が就任した。朝鮮人民軍総政治局と、有事の際などに実際に軍を動かす軍令機関の朝鮮人民軍総参謀部、特殊工作や諜報を担う朝鮮人民軍偵察総局が、人民武力部の三大機関とされている。
しかし2011年に金正恩が最高指導者に就任してからは、国家機関の国防委員会より党機関の中央軍事委員会が重用されるようになって軍事的な決定は中央軍事委員会で行われることが多くなった。そして2016年6月29日に国防委員会は廃止され、代わって国務委員会が設立され、国務委員会は「国家主権の最高政策指導機関」であり「国防建設事業をはじめとする国の重要政策を討議決定」すると定められた。国防委員会にあった「国防部門の重要な機関を設置または廃止する」「軍事称号を制定し、将官以上の軍事称号を授与する」という規定はなくなり、軍事的な色彩を薄めた国家における全般的な政策指導機関としての位置づけが明確化された。そして人民武力部は人民保安部と国家安全保衛部と同じく省に格下げされ国務委員会の傘下に移った。

## 編制

### 陸軍

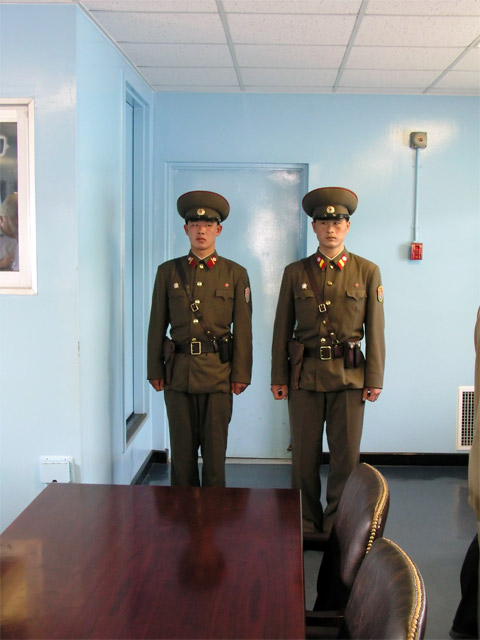
板門店警備中の陸軍軍人（2005年8月）

2020年版韓国国防白書等の情報によれば、朝鮮人民軍の軍団は、15個で構成されている。軍団の内訳は、前方・後方軍団9個、機械化軍団2個、国境警備司令部、ミサイル指導局、軽歩兵教導指導局、平壌防御司令部等である。
軍団数が減少した理由としては、2006年末に2個機械化軍団、戦車軍団、砲兵軍団が師団級部隊に改編されたことが挙げられる。
軍団の下の梯隊としては、2000年の時点で、現役歩兵師団/旅団が33個（この内師団が約26個）、教導師団が37個、機械化歩兵師団/旅団が25個、戦車師団/旅団が15個が存在した。下記の軍団の一覧表は、2000年の情報に基づいており、現在存在しないものも含む。
- 第1軍団 - 江原道淮陽郡。
- 第2軍団 - 黄海北道平山郡。
- 第3軍団 - 南浦特別市江西区域。
- 第4軍団 - 黄海南道海州市。
- 第5軍団 - 江原道伊川郡。
- 第6軍団 - 咸鏡北道清津市。1995年にクーデターを計画したとして解体された（第6軍団事件）。解体後、第9軍団が配置転換されたとも言われる[32]。
- 第7軍団 - 咸鏡南道咸興市。
- 第8軍団 - 平安北道定州市。
- 第9軍団 - 咸鏡北道清津市。1990年代に確認された。
- 第10軍団 - 慈江道江界市。1990年代に創設。
- 第11軍団 - 両江道恵山市。1990年代に創設。
- 第12軍団 - 黄海北道。1990年代に創設。
- 不明軍団 - 江原道。90年代半ば以降新たに確認。
- 第108機械化軍団 - 咸鏡南道五老。
- 第425機械化軍団 - 平安北道定州市。
- 第806機械化軍団 - 江原道高城郡。
- 第815機械化軍団 - 黄海北道瑞興郡。
- 第820戦車軍団 - 黄海北道沙里院市コブル洞。2006年末に機甲師団に改編
- 第620砲兵軍団 - 黄海北道新渓郡。
- 江東砲兵軍団 - 平壌直轄市江東郡。
- 平壌防御司令部 - 平壌直轄市。

兵員数が非常に多く数の上では大規模な陸軍である。ただし近代化が進んでおらず、1950 - 1960年代の技術で製作された兵器が主力を占めている。装備上の特徴として山岳戦となった朝鮮戦争の戦訓から火砲の自走化に注力し、多数の自走砲を保有する。しかし対砲レーダーの保有が確認されておらず、通信設備も貧弱であることから現代の砲兵戦でどれほど戦えるかは未知数である。さらに、経済制裁による石油の枯渇や物資不足で、車両を中心に急速な無力化が進んでいる。その代わり、イラク戦争の頃からは自爆テロやIED（即席爆発装置）の研究をしているという。アメリカ国防総省の専門家が下院軍事委員会小委員会で証言したところによれば、北朝鮮はアルカーイダ等のイスラム原理主義過激派が使用するIEDについて興味を示しており、戦術を学ぶためパキスタンのイスラム過激派支配地域に人民軍から視察団を派遣したとされている。
2020年時点で保有する装備は、戦車4,300両、装甲車2,600両、牽引砲/自走砲8,800門、多連装ロケット砲5,500基等と推測されている。

### 海軍
朝鮮人民軍海軍は沿岸海軍であり、特殊部隊浸透支援と沿岸防衛に特化している。それぞれ羅津級フリゲートを旗艦としてその他中小型舟艇によって構成される東海艦隊と、西海艦隊が編成されている。東海艦隊は、羅先と元山に主要基地を有し、退潮洞に本部を置く。西海艦隊は、琵琶串と沙串里に主要基地を有し、南浦に本部を置く。両艦隊は、地理的制限により相互支援が殆ど不可能なため、艦艇を交替することはない。その他にも、数多くの小規模な海軍基地と海岸砲兵部隊、地対艦ミサイル部隊が、両岸に沿って位置する。海軍航空隊は保有していない。海兵隊として、2個海上狙撃旅団を保有している。作戦は海軍要員に加え、海軍所属の特殊作戦部隊により実施され、数多くの小型艦艇や特に小型潜水艇・半潜水艇・130隻近い軍用ホバークラフト・90隻近いLCVPは、韓国に特殊作戦部隊を隠密裡に浸透させ、テロ・ゲリラによる後方攪乱を意図していると言われている。
- 海軍総司令部 - 平壌特別市内。
- 東海艦隊 - 咸鏡南道楽園郡。10個戦隊。
- 西海艦隊 - 南浦直轄市。6個戦隊。

韓国国防白書2020年版によれば、保有艦艇数は、水上戦闘艦艇430隻、潜水艦艇70隻、上陸艦艇250隻、哨戒艇40隻等である。
潜水艦は著しく旧式だが隻数は多い（日本の海上自衛隊は22隻）。停止して浅海に沈座すれば接近する敵艦艇に対して一定の脅威たりうるが、主力のロメオ級でも二次大戦クラスの「可潜艦」で、連続潜航可能な時間は半日程度しかないため、実際にはそのような運用は困難である。
一方で、2021年4月、韓国メディアは潜水艦発射弾道ミサイル（SLBM）を搭載可能な新型潜水艦の建造を終えているとの報道を行っている。
水上艦艇は上記の羅津級フリゲートを除けば、魚雷艇、哨戒艇、高速攻撃艇、小型潜水艇及び小型上陸用舟艇を含む小型艦艇から成り、いずれも旧式なものである。小型艦艇は遠方への長期航海には不向きだが、自国周辺海域の警備や韓国沿岸への出撃は可能である（このほか漁船などに偽装した工作船は過去に、日本沿岸へも頻繁に来航していた）。各艦艇には、固定装備としての対空ミサイルは装備されていないが、代わりに携帯式防空ミサイルシステム（SA-7等）を携行する対空要員を乗り組ませている。
- ロメオ級潜水艦×約22隻
- 沿岸潜水艦（サンオ型）
- 沿岸工作潜水艇 (P-4)
- ミゼット潜水艇（ユーゴ型）×約23隻
- 誘導ミサイル哨戒艇（SS-N-2Aスティックス対艦ミサイル又はその中国版であるCSS-N-1スクラブブラッシュを装備）×約43隻。
- オサ-1誘導ミサイル哨戒艇×約20隻。
- ソジュ誘導ミサイル哨戒艇（オサ-1の北朝鮮製）×約30 - 40隻。
オサとソジュは、全て4機のCSS-N-1ミサイル発射機を装備し、ミサイルは46kmの最大射程を有し、レーダー又は赤外線誘導装置を搭載しているが、旧式のため電波妨害やチャフ・フレアに対して脆弱とみられる。
- チャホ級火力支援哨戒艇（このユニークな艦艇は、上陸部隊への射撃支援又は水上艦艇の攻撃のために、その甲板中央に多連装ロケット発射機を有する）×62隻以上。
- その他、高速攻撃ミサイル艇×約19隻。
- 魚雷艇×約250隻。
- 工作船（いわゆる不審船）
- ホバークラフト（上陸作戦用で、兵士50名を乗せる。速力50ノット）×約130隻。
- LCVP（車両を揚陸できる80tクラスの小型揚陸艇）×約90隻

その他、海岸砲兵と地対艦ミサイル基地を維持している。海岸防衛砲兵は、122-mm、130-mm、及び152-mmシステムを保有。地上設置海岸防衛ミサイルは、SSC-2Bサムレット、CSSC-2シルクワーム、及びCSSC-3シーアザッカーを保有している。
韓国国家情報院（旧・国家安全企画部）が、北朝鮮研究の成果をとりまとめて刊行した書籍である「北韓常識」によれば、北朝鮮海軍の訓練内容は、有事の際に持てる艦船の全てのミサイルを同時に発射して、敵の防空システムを麻痺させて敵を撃破する「飽和攻撃」を行う訓練や、潜水艇や魚雷艇に爆弾を搭載して敵艦船に体当たりする自爆攻撃の訓練、機雷戦訓練、潜水艦や工作船による特殊作戦部隊の敵国侵入訓練を行っている。

### 空軍
朝鮮人民軍空軍は、戦闘機と爆撃機を保有する4個飛行師団と、輸送機とヘリコプターを保有する2個戦術輸送旅団から成る。師団隷下の編制は、連隊編制を取っている。また、特殊部隊として、2個空軍狙撃旅団を保有する。
「韓国国防白書2020年版」によれば、保有航空機数は、戦闘任務機810機、監視統制機30機、ヘリ350機、訓練機80機である。この内、実働戦力として勘定されるのは、米韓軍に対抗可能なSu-25（20機）、MiG-23（48 - 50機）、MiG-29（30機）、Mi-24（20機）などの新型機のみであると考えられる。この他、中国製のY-5も保有しており、低速の複葉機でレーダーに映りにくいという特徴を利用して空挺降下や対艦攻撃に用いるとも考えられている。さらに有事の際にはフラッグ・キャリアの高麗航空機も編入するとされる。
韓国からの報道によると、多数保有する旧式機を人間が操縦するのではない無人機に改造して使用しているという情報もあり、この場合、多数の無人機を飛行させることにより侵攻してくる敵軍のミサイルを「吸収」させ、航空隊本隊を防御するという戦術が考えられているといわれる。表面上、人民軍空軍の構成装備は大半が旧型であり、そのため朝鮮人民軍空軍は旧式で貧弱であると一般に評されているが、そうした旧型機は攻撃用兵器というよりはデコイ（囮）の一種として保有されているのであり、外国軍が侵攻した際に実際に主戦力となるのはより新しい機材であると推測される。
金正恩が朝鮮中央テレビに登場するようになってからは、北朝鮮にとっての虎の子であるMiG-29によるアクロバット飛行の映像がしばしば放映されている。MiG-29の機体には、上面を緑色、下面を青色にするツートンカラー塗装が施されていたが、2018年頃から塗装がMiG-21系列機含めそれより最新の機材は灰色の対空戦闘を意識したような塗装に変更された。金正恩がMiG-29を運用する部隊を視察し、駐機中のコクピットに試乗した際の朝鮮中央テレビの報道によれば、北朝鮮は1988年にMiG-29を導入したとされる。
長らくMiG-19のライセンス生産機である殲撃六型の運用を行ってきたが、2014年、老朽化のため相次いで墜落事故が発生したことから飛行を差し止めている。なお、2013年にキューバから北朝鮮に向かう貨物船がパナマにて拿捕され、船内からMiG-19の機体が発見された事件もあり、保有する機体の一部はライセンス生産機ではないものも含まれている可能性がある。
2025年現在、朝鮮人民軍空軍はロシアからイラン製の自爆ドローン「シャヘド136」の技術供与並びに生産体制を確立するための支援を受けている。

### 戦略軍
朝鮮人民軍戦略軍は、弾道ミサイル戦力の運用を担任している独立兵科であり、スカッド系列（火星5、6）やノドン（火星7）、北極星2号等の配備を行っており、液体燃料の弾道ミサイルは北朝鮮では火星（ファソン）シリーズとして呼称されており、ICBMの火星14や火星15等の発射実験も行っている。諸外国では、以前から「ミサイル指導局」との通称で呼ばれていたが、2012年4月15日の軍事パレードにおいて金正恩自身が戦略ロケット軍の存在を認める演説をした。北朝鮮による2016年の公式発表では、金正日政権下の1999年7月3日に戦略ロケット軍を創設したことを記念して、7月3日を「戦略軍節」に制定した。
1992年の軍事パレードではスカッドミサイルが披露され、2010年の軍事パレードでは、ノドンとみられる弾道ミサイルを公開。2012年の軍事パレードでは、中国製の特大型TELに搭載された正体不明の弾道ミサイルKN-08が登場して物議をかもしている。アメリカ戦略軍、ロシア戦略ロケット軍、中国人民解放軍ロケット軍に相当する。弾道ミサイルに搭載される核兵器の運用も行う軍であるといわれているが、人選や教育訓練等の詳細は不明である。2016年6月に行われたムスダンの発射実験の際の戦略軍司令官は金洛兼（キム・ラクギョム）。以前は国防委員会の直轄部隊であったが、2016年6月末時点では国務委員会の直轄部隊かどうかは不明である。
2017年には、中距離弾道ミサイル（IRBM）の火星12と、大陸間弾道ミサイル（ICBM）の火星14と火星15の発射実験に相次いで成功し、米国全土に到達することができる弾道ミサイルの発射実験に成功した。

### 準軍
教導隊と労農赤衛軍と赤い青年近衛隊がある。

### 国境警備と沿岸警備
国境警備は総参謀部隷下の国境警備局によって行われている。2001年時点で3万人から4万人程度の規模であった。
- 第31警備旅団 - 平安北道
- 第29警備旅団 - 慈江道
- 第25警備旅団 - 両江道
- 第27警備旅団 - 咸鏡北道

沿岸警備は総参謀部隷下の海岸警備局によって行われている。2001年時点で海岸警備局は約130艘から150艘の小型艇を用いて沿岸を警備している。
- 第11旅団 - 平安北道
- 第13旅団 - 平安南道
- 第15旅団 - 黄海南道
- 第17旅団 - 江原道
- 第19旅団 - 咸鏡南道
- 第21旅団 - 咸鏡北道

### 板門店代表部
板門店の共同警備区域（JSA）に駐留する部隊。北朝鮮軍総政治局の傘下の部隊とされ、要員は約800人とされる。朝鮮人民軍の中でもエリートに属する。

## 装備
朝鮮人民軍の通常戦装備は、全軍事予算の1/4しか投入されていない。朝鮮人民軍の装備は自国製、ソ連製、中国製が多く、全軍とも1950〜60年代に開発された旧式な装備が大半を占めている。MiG-29等、比較的新しい兵器も一部配備されているものの、これも1980年年代後半である。装備の中には独自の改良、改造を行ったものが見受けられるため、詳細については不明なものもある。半世紀も前に開発された旧式な装備は部品調達が困難なものも多く、共食い整備によって維持されていると考えざるを得ないが、高価な最新兵器の部品を必要量購入することも経済的に難しい。よって実際の稼動戦力はそれほど多くないと言われる。特に空軍は錬度維持もままならないほど部品や燃料が枯渇しているという。3隻しかない海軍のフリゲートに至っては殆ど繋留されたままである。
一般兵士の使う自動小銃（AK-47、AKM）は、老朽化が進んでいる。また、軍服や軍帽の品質も悪く、一部の部隊だけが西側諸国のPASGTに酷似した軍装を着用している。朝鮮人民軍において、迷彩服とボディアーマーは、ごく一部の選ばれた精鋭部隊にのみ与えられるエリートの証である。特に、歩兵にとって重要な武器である自動小銃の新調は近い将来行わざるを得ず、北朝鮮国内では、ロシアのイジェフスク機械製作工場からライセンス生産の許可を受けていないAK-74の密造が行われている。AK-74の密造にあわせて、対応する高倍率の照準器とGP-25グレネードランチャーも密造している。サイドアームとしては、製造元の許可を受けずにCz75、トカレフ、マカロフ、FN ブローニング・ハイパワーの密造が行われている。北朝鮮に銃器を輸出する国があるかどうかは不明である。ただ、状況証拠からみて、朝鮮人民軍が2010年に初公開した新型の地対空ミサイルに関して、中国からの技術流出が疑われる。軍事独裁国家だったミャンマーとの間では、野砲などの火器の取引が頻繁に行われていた。
2020年10月に行われた軍事パレードでは新型のブルバップ式の小銃や98式小銃をベースに開発したと思われる短機関銃が相次いで登場し、既存の98式小銃にもマズルブレーキやフラッシュライト、大容量のヘリカルマガジン、他のAK小銃では稀な上方向へ折り畳むメタルストック、高倍率スコープ、レーザー、レイルシステムと見られる各種アタッチメントが取り付けられており、兵士の戦闘服もデジタル迷彩が取り入れられた最新式の物へと変更されていた。また冬季迷彩や砂漠用と見られる迷彩など新しい迷彩パターンも複数確認された。防弾ベストやニーパッド、モバイル情報端末を装備し、フリッツ式のヘルメット、携帯型通信装備も新しい物へと更新されており、急速な近代化が行われていることがわかる。
また2021年1月の閲兵式では、2018年の軍事パレードで初登場したK11複合小銃に似た新型複合小銃や新型携行型擲弾銃も確認された。
通信装備に関して、2011年12月17日の金正日の死去の前後に無線交信量の変化がさほどなかったと韓国国情院が報告しており、これと関連して朝日新聞は軍司令部など各所を結ぶ光ファイバー網が整備されているためであり、天安沈没事件の際にも人民軍にとって有効であったと報道している。近年、北朝鮮では、各国に在する土台人により不正輸出された約1800台のパソコンを使用する「平壌情報センター（PIC）」が設立されている。サイバー戦争で仮想敵国のインフラを破壊することが狙いとみられている。

### 弾道ミサイル
朝鮮人民軍は、戦略軍に、KN-02短距離弾道ミサイル（SRBM）、スカッド短距離弾道ミサイルおよび、それを独自に改造した準中距離弾ミサイル（MRBM）のノドン、固体燃料の準中距離弾道ミサイルの北極星2号を配備しており、さらに米国本土を射程にすることを狙った大陸間弾道ミサイルの火星14と火星15の発射実験を行っている。KN-02短距離弾道ミサイルは韓国の首都ソウル、スカッドは韓国全域と日本の一部、ノドンと北極星2号は日本の大半、開発を進めている火星15はアメリカ全土を射程に含める事を狙っているため、極東アジアのみならず世界における軍事的緊張の一因となっている。
- 配備中の弾道ミサイルのうちKN-02短距離弾道ミサイルを除き、全て液体燃料ミサイルであるが、液体酸素や液体水素では無く常温保存が可能なものなので即応性も相応にある。実際ソ連のSLBM/ICBMも常温保存液体燃料であったし、燃料注入状態で1ヶ月以上保存可能であった。
- 2013年において北朝鮮の核兵器については核弾頭として予想最大保有数は20個前後との予測がされている。最低は核弾頭は存在せず大型原子爆弾5〜6個との予測。ただしこれは北朝鮮保有のプルトニウム量から推測したもので、高濃縮ウランによるものは考慮されていない。
- 核の闇市場を通じてパキスタンあるいは中国製の1960年代に設計された弾道ミサイルに搭載可能なウラン爆縮型原子爆弾の設計図が北朝鮮に流入している可能性がある[45]。
- 2009年3月10日、アメリカ国防情報局が上院軍事委員会に提出した書面によると、弾道ミサイルに搭載可能な核弾頭の小型化技術獲得に成功した可能性があるとの見方を示した[46]。
- 2009年3月31日、核爆弾の小型化に成功し、ノドンに搭載できるまでになり、弾頭を現在北朝鮮北部の地下施設で保存しているとの情報を米韓情報当局が得ていることが明らかになった[47]。
- どの弾道ミサイルであっても高性能爆薬や生物化学兵器については運用可能だと考えられている。核については少なくともスカッド、ノドンに関しては運用可能だと考えられている。
- MIRV搭載技術についてはムスダンの原型となっているR-27 (弾道ミサイル)潜水艦発射弾道ミサイルを技術移転した際に獲得している可能性が高い。しかしMIRVには核弾頭の極端な小型化が必要であり、そのためには強化原爆あるいは水爆技術が必要とされるが、これは2013年現在まだ途上とみられ、結果的にMIRVは採用できず、単弾頭だと考えられている。ただし、生物化学兵器に関してはこの限りではない。

## 核開発
北朝鮮は2006年、2009年、2013年に自国領内で核実験を行なっている。また、1998年のパキスタンの核実験は代理核実験の疑惑がある。これらの事実により核保有国となっている。ストックホルム国際平和研究所（SIPRI）は2017年時点で北朝鮮が保有する核兵器を10～20個と推定している。
- 北朝鮮の核実験 (2006年)：10月9日に実施。1回の爆発。0.8〜2kt
- 北朝鮮の核実験 (2009年)：5月25日に実施。1回の爆発。4〜12kt
- 北朝鮮の核実験 (2013年)：2月12日に実施。1回の爆発。7〜40kt　強化原爆（ブースト型核分裂弾）の実験

詳細は北朝鮮核問題、外部リンク:原水禁サイト を参照。